# Diócesis de Porto Novo
La diócesis de Porto Novo (en latín: Dioecesis Portus Novi y en francés: Diocèse de Porto-Novo) es una circunscripción eclesiástica de la Iglesia católica en Benín. Se trata de una diócesis latina, sufragánea de la arquidiócesis de Cotonú. Desde el 24 de octubre de 2015 su obispo es Aristide Gonsallo.

## Territorio y organización
La diócesis tiene 4545 km² y extiende su jurisdicción sobre los fieles católicos de rito latino residentes en los departamentos de Plateau y de Ouémé.
La sede de la diócesis se encuentra en la ciudad de Porto Novo, en donde se halla la Catedral de la Inmaculada Concepción.
En 2021 en la diócesis existían 90 parroquias.

## Historia
El vicariato apostólico de Porto Novo fue erigido el 5 de abril de 1954 con la bula Qui universum del papa Pío XII, derivando el territorio del vicariato apostólico de Ouidah (hoy arquidiócesis de Cotonú).
El 14 de septiembre de 1955 el vicariato apostólico fue elevado a diócesis con la bula Dum tantis del papa Pío XII.
El 5 de abril de 1963 cedió una parte de su territorio para la erección de la diócesis de Abomey mediante la bula Christi iussum del papa Juan XXIII.

## Estadísticas
Según el Anuario Pontificio 2022 la diócesis tenía a fines de 2021 un total de 763 200 fieles bautizados.
| Año                                                                             | Población            | Población | Población      | Sacerdotes | Sacerdotes    | Sacerdotes    | Bautizados por sacerdote | Diáconos permanentes | Religiosos | Religiosos | Parroquias |
| Año                                                                             | Bautizados católicos | Total     | % de católicos | Total      | Clero secular | Clero regular | Bautizados por sacerdote | Diáconos permanentes | Varones    | Mujeres    | Parroquias |
| ------------------------------------------------------------------------------- | -------------------- | --------- | -------------- | ---------- | ------------- | ------------- | ------------------------ | -------------------- | ---------- | ---------- | ---------- |
| 1970                                                                            | 109 640              | 535 503   | 20.5           | 28         | 13            | 15            | 3915                     |                      | 15         | 52         | 15         |
| 1980                                                                            | 144 000              | 697 000   | 20.7           | 21         | 14            | 7             | 6857                     |                      | 7          | 33         | 19         |
| 1990                                                                            | 242 634              | 855 000   | 28.4           | 29         | 23            | 6             | 8366                     |                      | 7          | 60         | 22         |
| 1998                                                                            | 326 623              | 1 080 000 | 30.2           | 50         | 47            | 3             | 6532                     |                      | 4          | 75         | 26         |
| 2001                                                                            | 345 325              | 1 150 538 | 30.0           | 46         | 42            | 4             | 7507                     |                      | 5          | 80         | 26         |
| 2002                                                                            | 348 067              | 1 153 433 | 30.2           | 54         | 50            | 4             | 6445                     |                      | 5          | 85         | 26         |
| 2003                                                                            | 361 740              | 1 168 103 | 31.0           | 61         | 57            | 4             | 5930                     |                      | 5          | 86         | 29         |
| 2004                                                                            | 370 010              | 1 178 185 | 31.4           | 58         | 55            | 3             | 6379                     |                      | 4          | 71         | 33         |
| 2010                                                                            | 702 000              | 1 260 000 | 55.7           | 112        | 106           | 6             | 6267                     |                      | 12         | 99         | 53         |
| 2013                                                                            | 773 000              | 1 389 000 | 55.7           | 130        | 121           | 9             | 5946                     |                      | 9          | 110        | 61         |
| 2016                                                                            | 680 000              | 1 722 776 | 39.5           | 167        | 155           | 12            | 4071                     |                      | 12         | 106        | 82         |
| 2019                                                                            | 733 630              | 1 858 630 | 39.5           | 188        | 177           | 11            | 3902                     |                      | 13         | 131        | 83         |
| 2021                                                                            | 763 200              | 1 933 298 | 39.5           | 203        | 191           | 12            | 3759                     |                      | 14         | 131        | 90         |
| Fuente: Catholic-Hierarchy, que a su vez toma los datos del Anuario Pontificio. |                      |           |                |            |               |               |                          |                      |            |            |            |

## Episcopologio
- Noël Boucheix, S.M.A. † (6 de julio de 1958-1 de enero de 1969 renunció[nota 1])
- Vincent Mensah † (21 de septiembre de 1970-29 de enero de 2000 retirado)
- Marcel Honorat Léon Agboton † (29 de enero de 2000-5 de marzo de 2005 nombrado obispo de Cotonú)
- René-Marie Ehuzu, C.I.M. † (3 de enero de 2007-17 de octubre de 2012 falleció)
  - Sede vacante (2012-2015)
- Aristide Gonsallo, desde el 24 de octubre de 2015